# Bust de Manolo Avello
L'escultura urbana coneguda pel nom Bust de Manolo Avello, ubicada al Campo de San Francisco, a la rodalia de la zona de jocs infantils i a la vista del carrer Conde Toreno, a la ciutat d'Oviedo, Principat d'Astúries, Espanya, és una de les més d'un centenar que adornen els carrers de l'esmentada ciutat espanyola.
El paisatge urbà d'aquesta ciutat, es veu adornat per obres escultòriques, generalment monuments commemoratius dedicats a personatges d'especial rellevància en un primer moment, i més purament artístiques des de finals del segle xx.
L'escultura, feta a bronze, amb acabat oxidat, és obra de Vicente Menéndez Prendes "Santarúa", i està datada el 2003.
Es tracta d'un bust de considerables dimensions, col·locat sobre una peanya de pedra. A cada cara del pedestal hi ha una placa on figuren monuments de la ciutat: la Universitat d'Oviedo, el mercat del Fontán, San Isidoro El Real, la Foncalada, San Julián de los Prados, Santa María del Naranco, la Cruz de los Ángeles i el desaparegut carbayón, amb el seu nom en relleu i la seva traducció al braille. A més, al frontal, apareix una inscripció, signada per la cronista de la ciutat i successora de Avello en el càrrec, Carme Ruiz-Tilve, i amb el nom de l'autor: «Gracias a su sensibilidad y fino humor conocimos otro Oviedo».
L'obra és un homenatge al que va ser cronista oficial de la ciutat d'Oviedo durant 23 anys, el periodista i radiofonista  Manuel Fernández Rodríguez-Avello, qui va morir el 24 d'abril de 2002, a la ciutat d'Oviedo. L'homenatjat és representat escrivint una de les seves cròniques, un dels seus braços convertit en un diari.